# Colonnes géminées

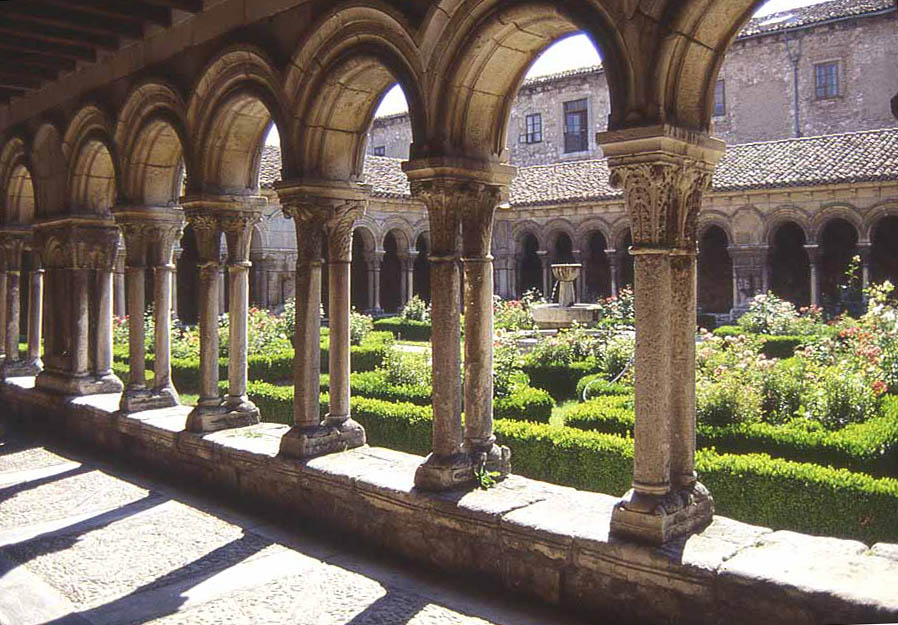
Monastère royal de las Huelgas de Burgos.

Les colonnes géminées (du latin gemellus) sont des colonnes de même diamètre groupées deux à deux, parfois accolées, mais le plus souvent avec quelque intervalle. Elles sont utilisées dans l'architecture occidentale depuis l'Antiquité classique. Elles sont très utilisées dans l'architecture paléochrétienne et mérovingienne puis perdurent au Moyen Âge. Elles sont notamment fréquentes dans l'architecture romane où elles sont caractéristiques des cloîtres. Ce motif est aussi très présent dans l'architecture classique, baroque et éclectique des temps modernes, dès la Renaissance italienne. Il devient particulièrement fréquent en France à partir du XVIe siècle. Les colonnes géminées de la colonnade du Louvre ont fait l'objet d'un débat entre les intellectuels et architectes du mouvement classique, sans conséquence sur leur utilisation ultérieure.

## Galerie

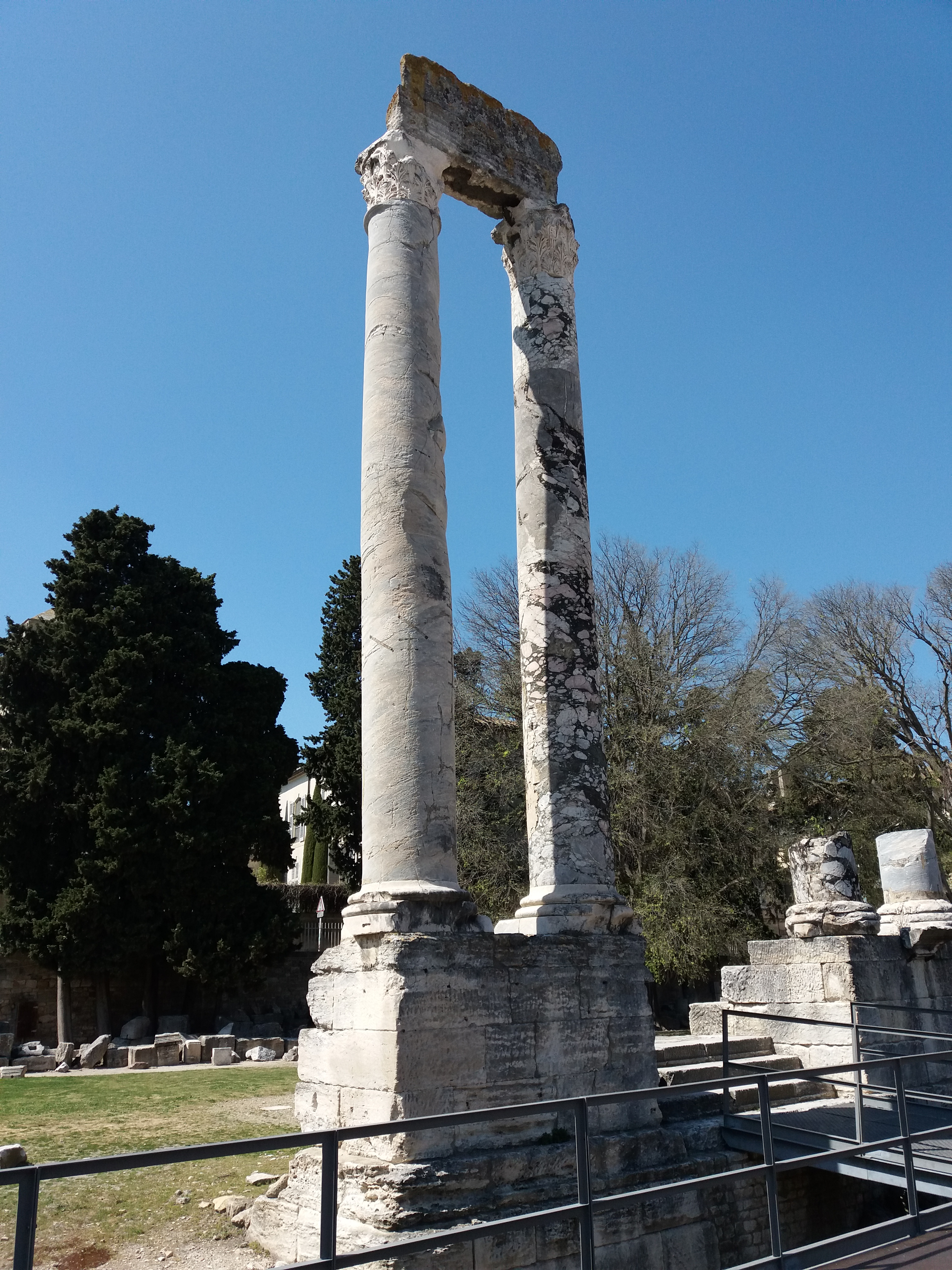
Colonnes géminées subsistantes du fond de scène du théâtre antique d'Arles, Ier siècle av. J.-C..
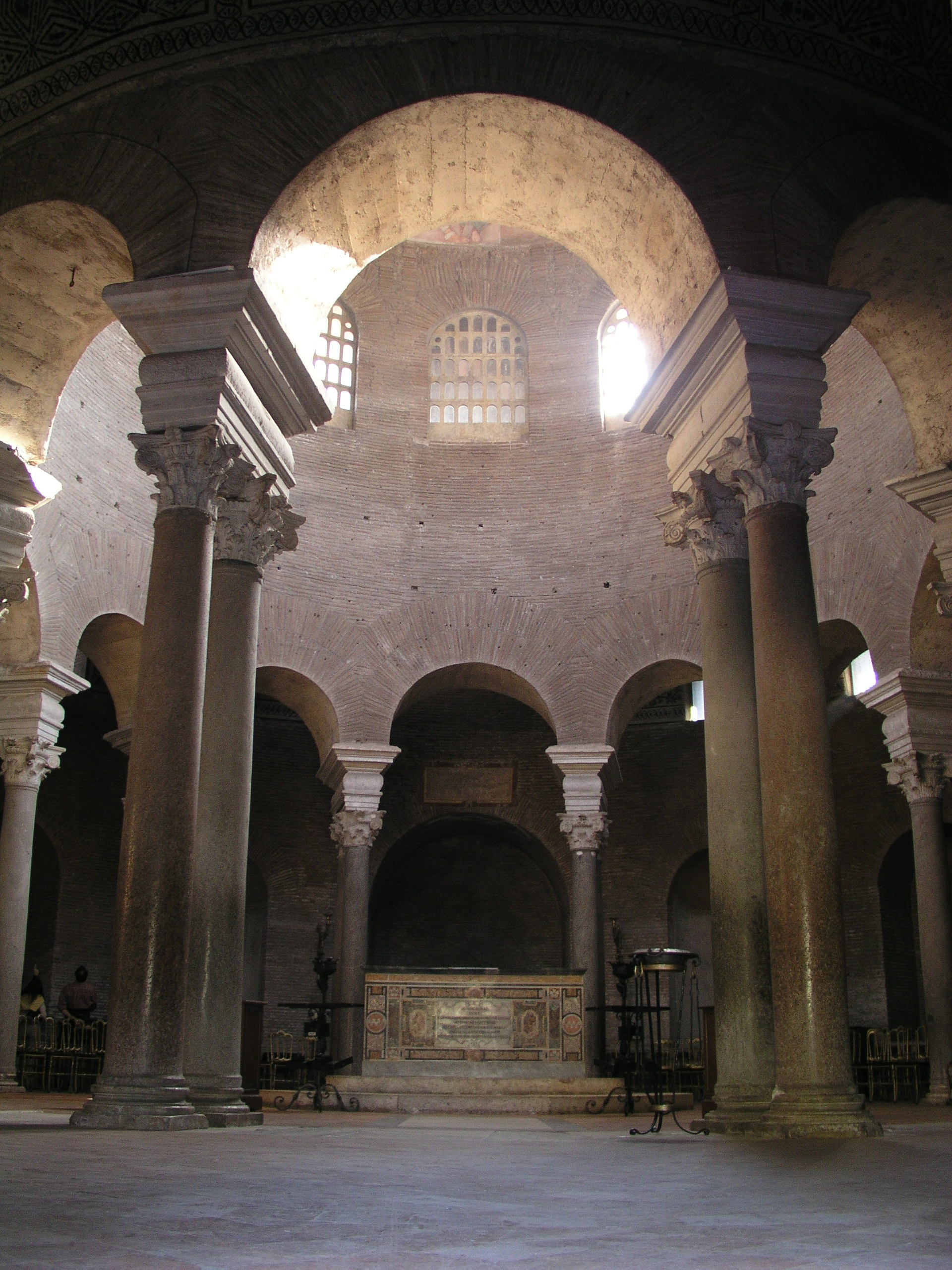
L'église Santa Costanza de Rome (IVe siècle), avec sa coupole antique entièrement supportée par douze doublets de colonnes géminées en granite.
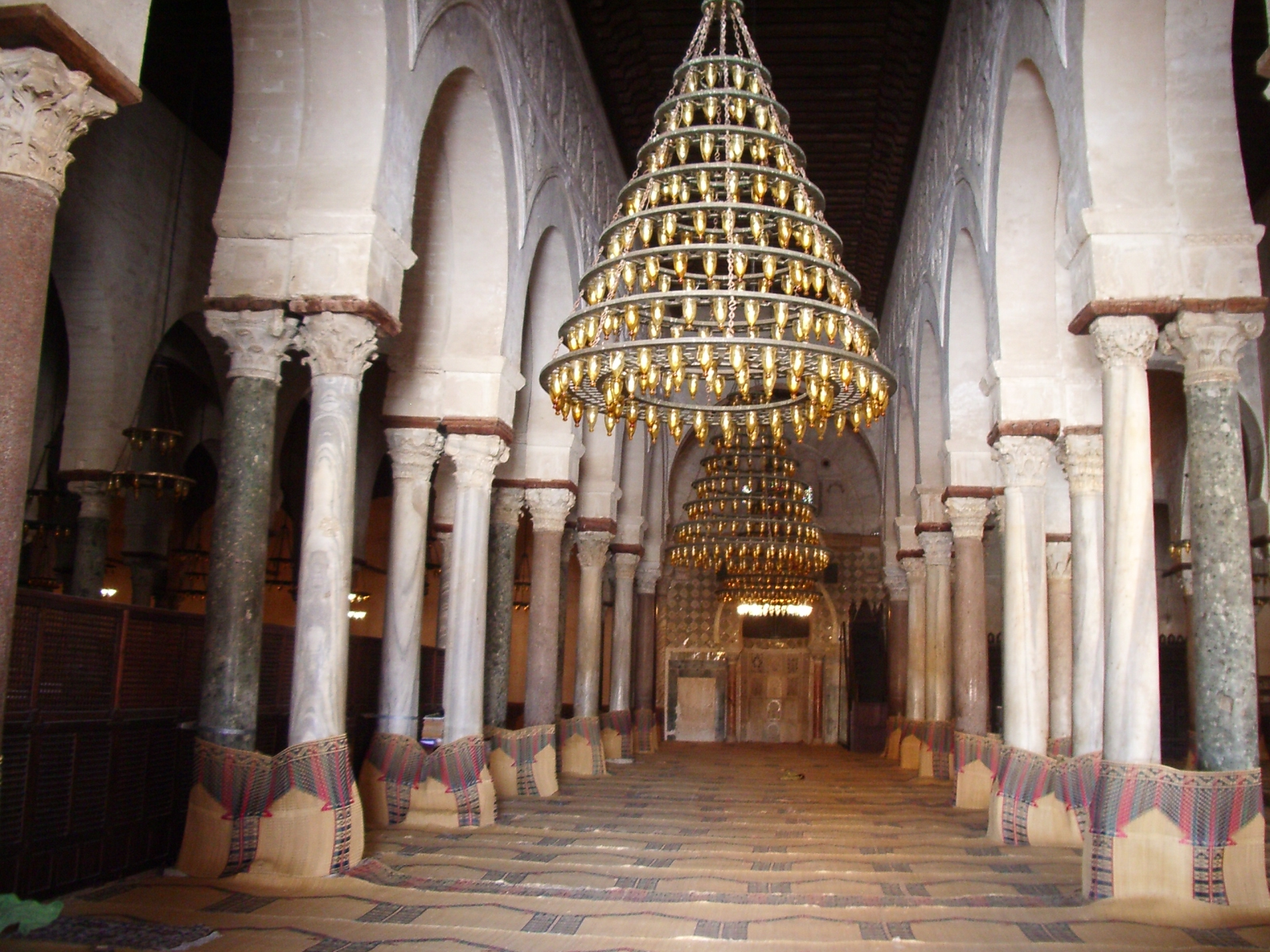
Grande mosquée de Kairouan. Les colonnes géminées de la salle des prières sont reprises de monuments romains et chrétiens.
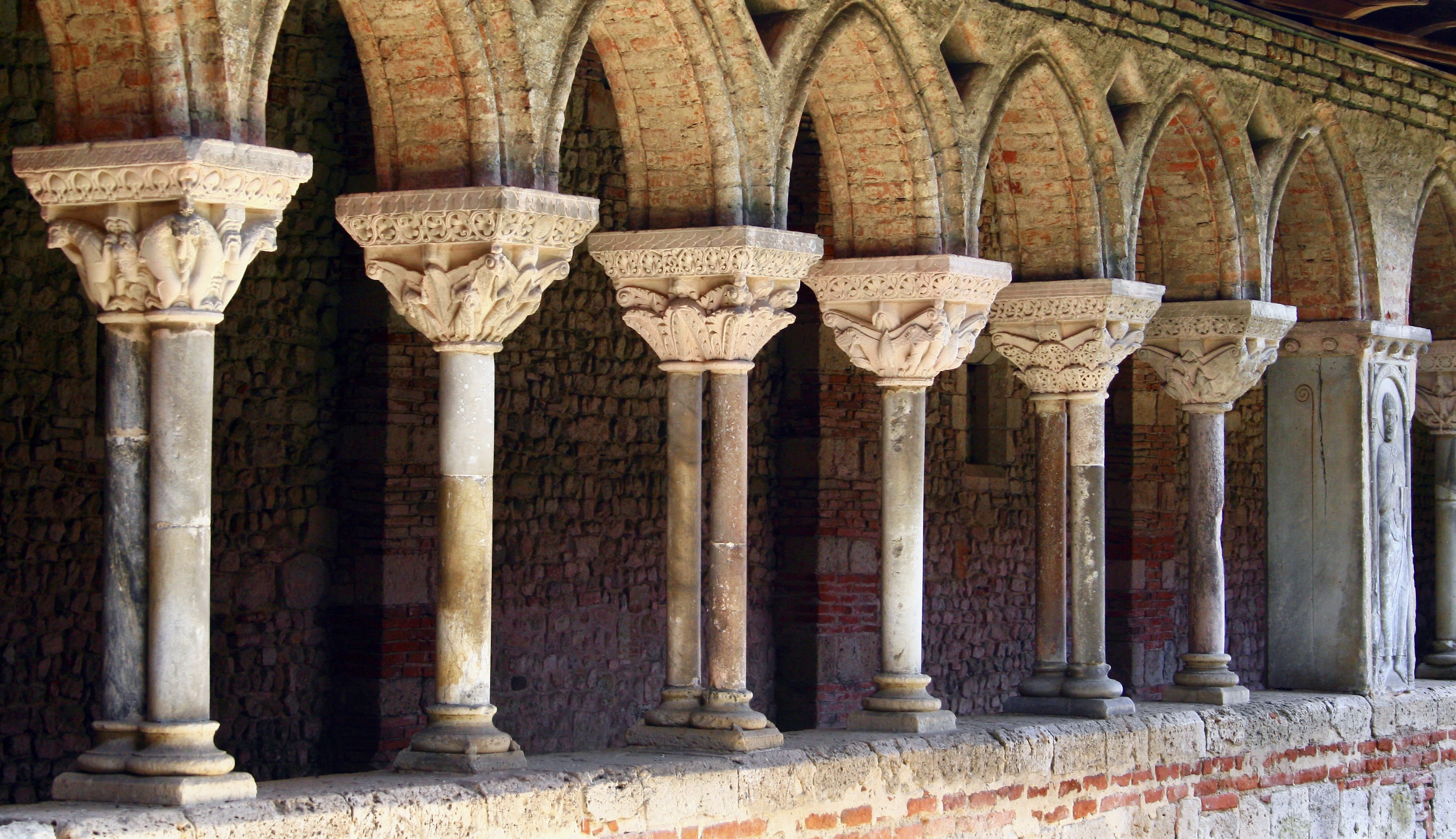
Alternance de colonnes simples et géminées du cloître de l'abbaye de Moissac.
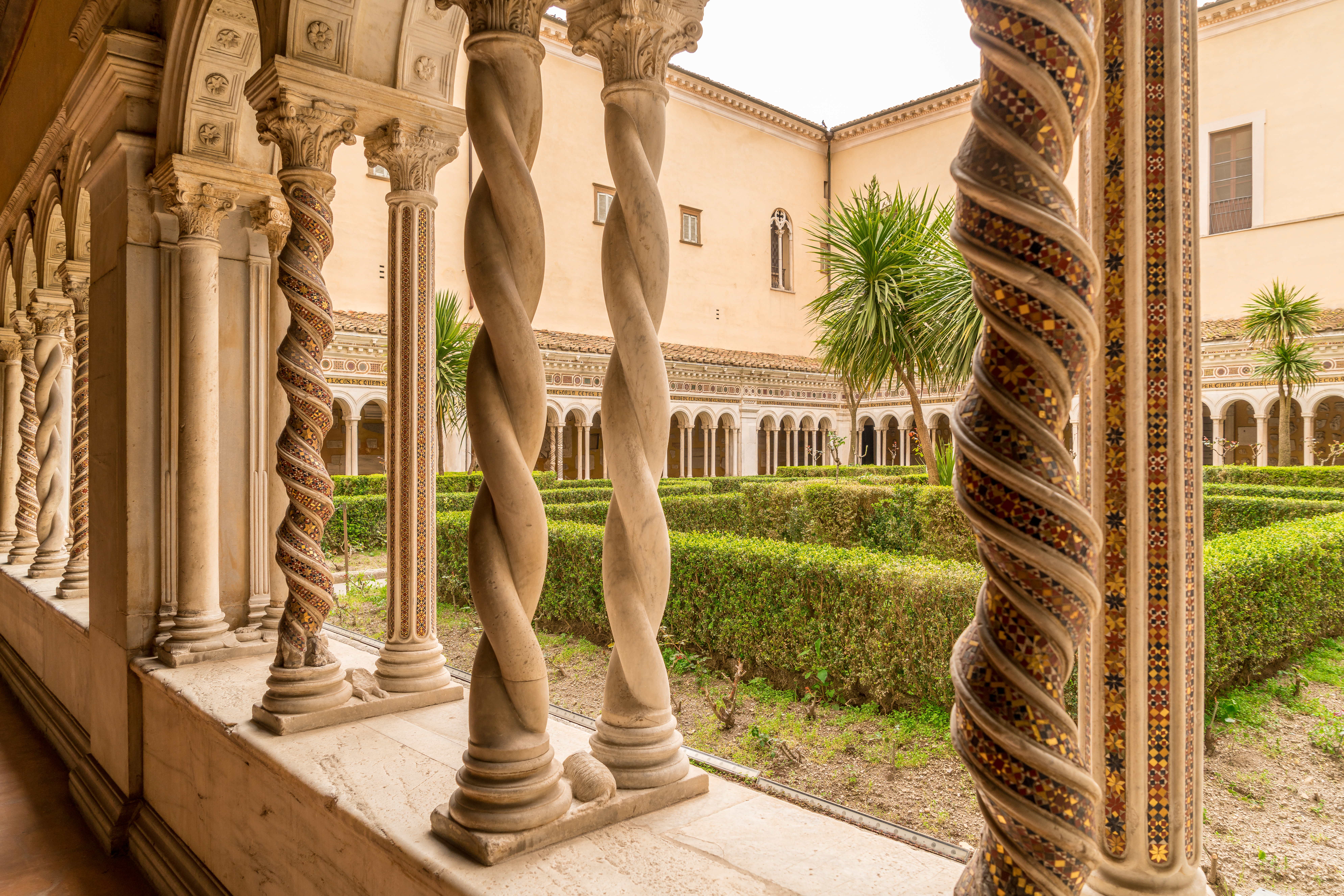
Cloître roman de la basilique Saint-Paul-hors-les-Murs à Rome.
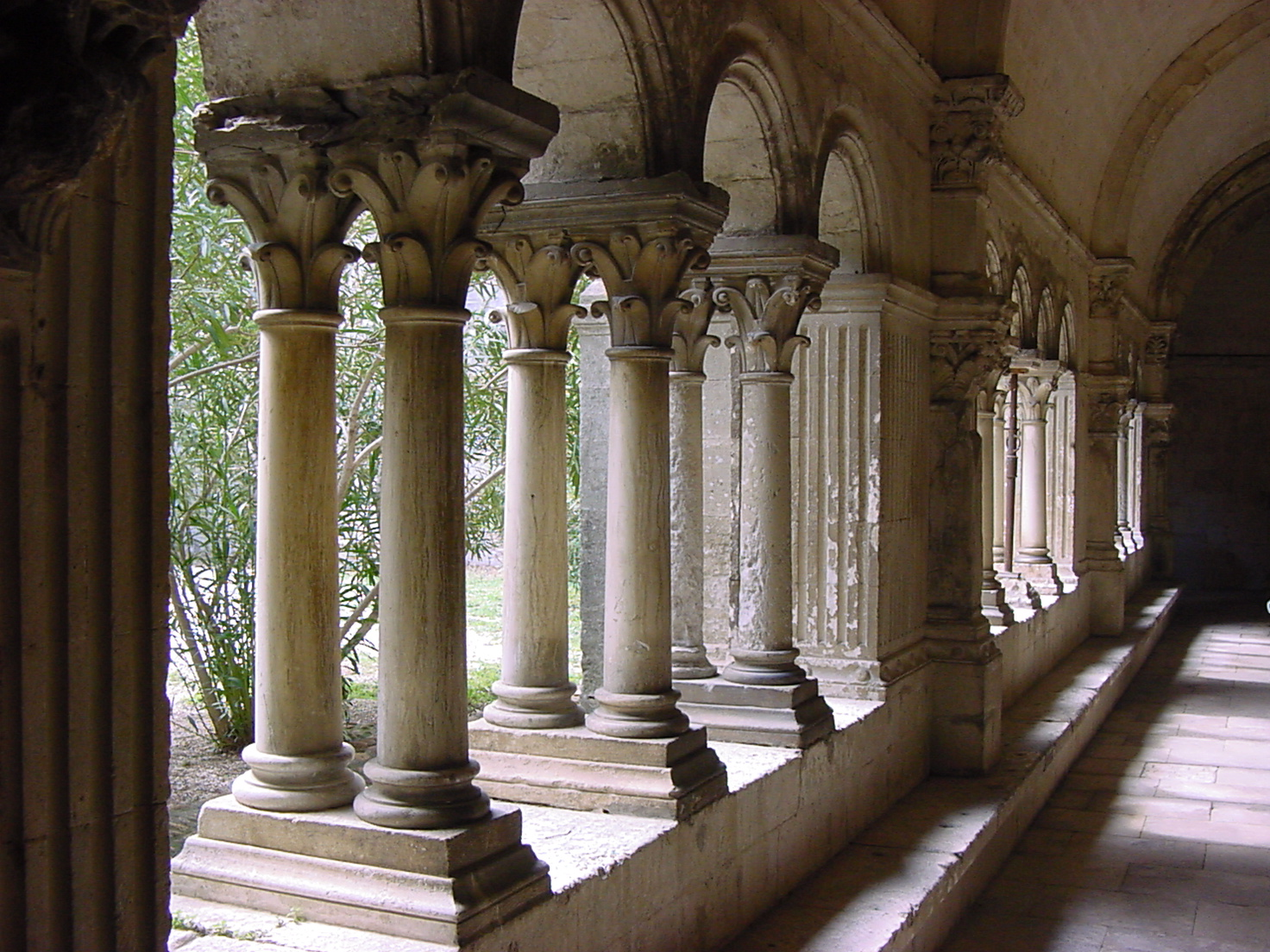
Les colonnes géminées du cloître roman de l'abbaye de Montmajour (XIIe – XIIIe siècles).
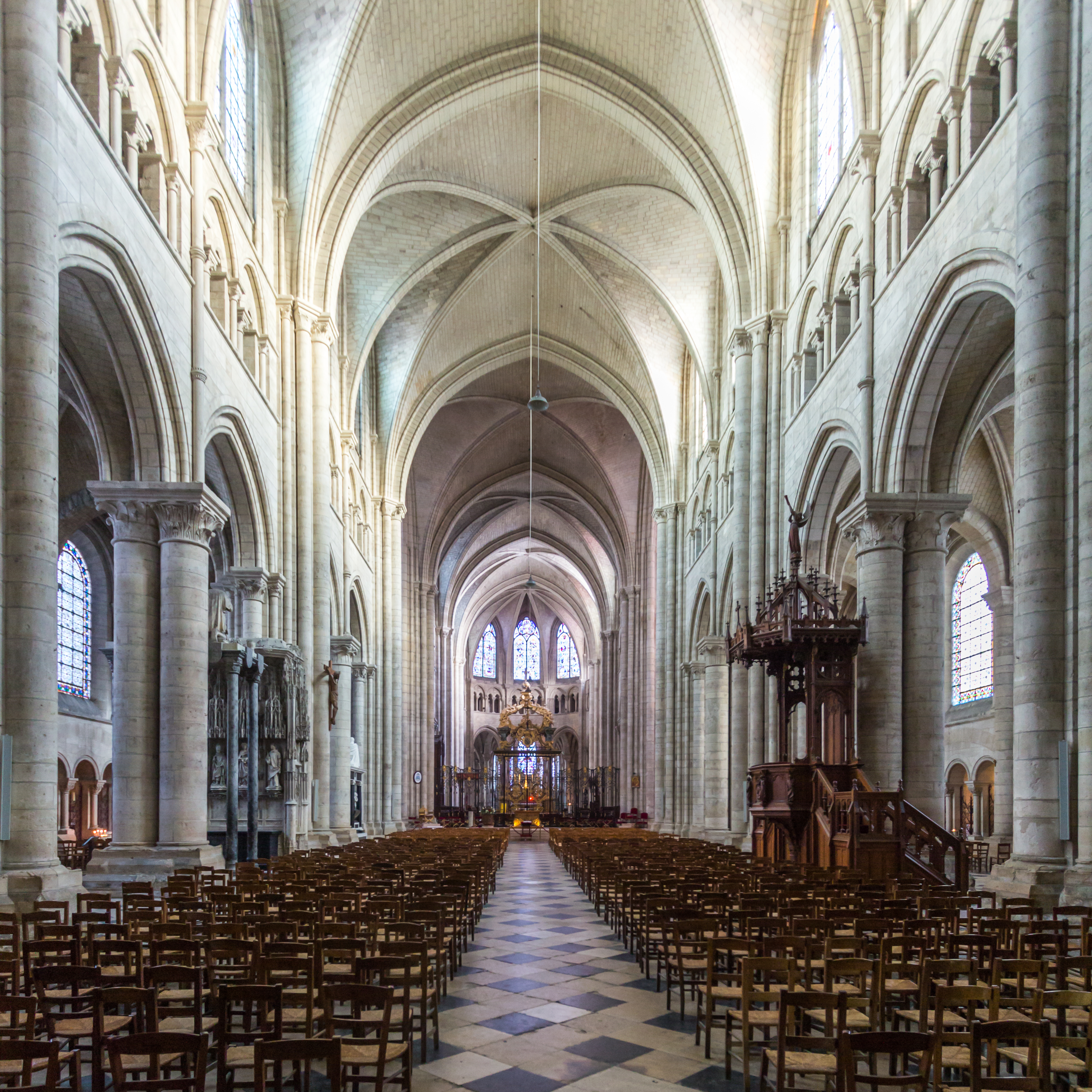
Colonnes géminées alternant avec des piliers composés, gothique primitif, Cathédrale de Sens.
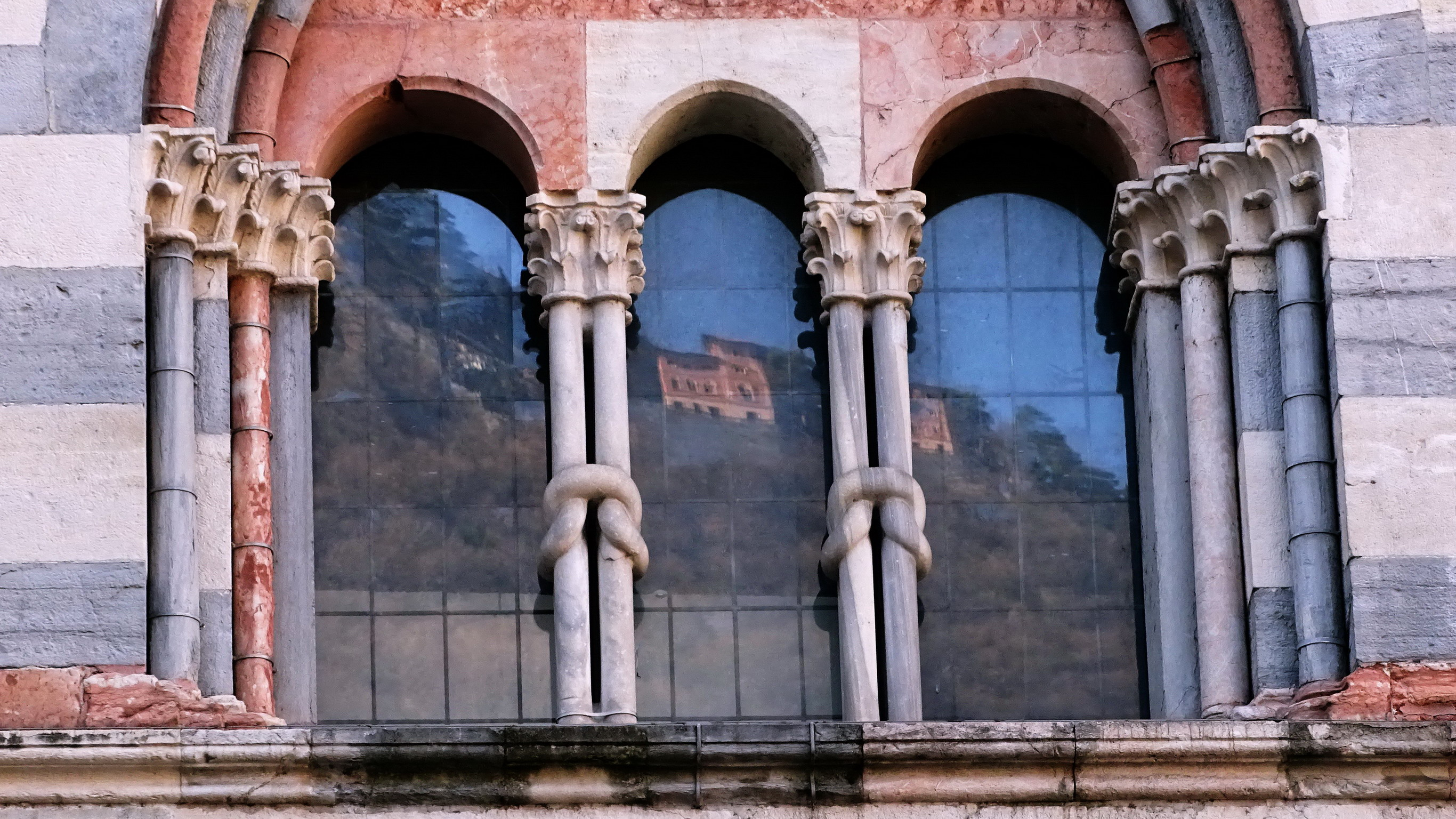
Colonnes ophitiques du broletto de Côme, début du XIIIe siècle.
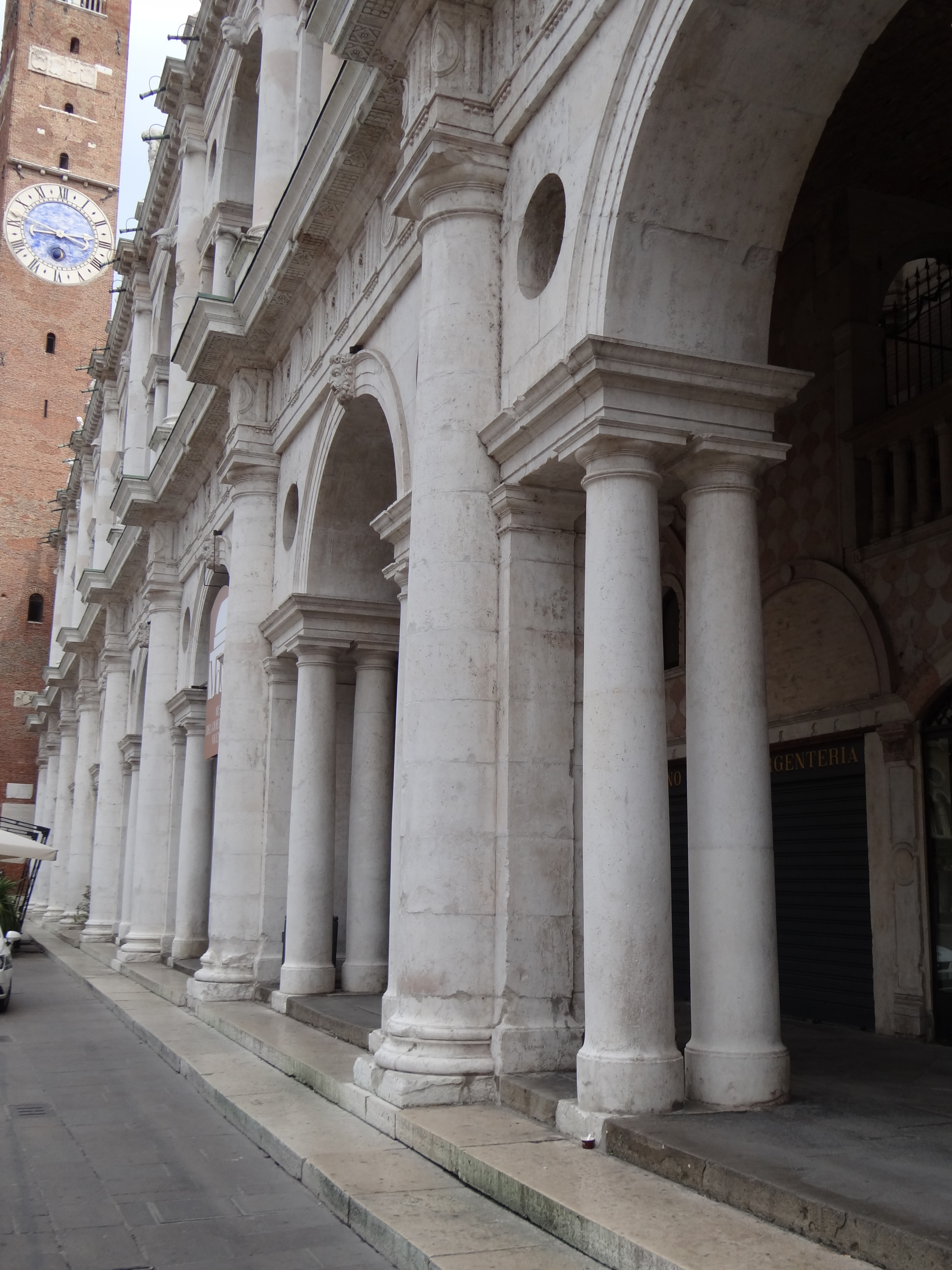
Colonnes géminées de la basilique de Vicence, par Andra Palladio, XVIe siècle.
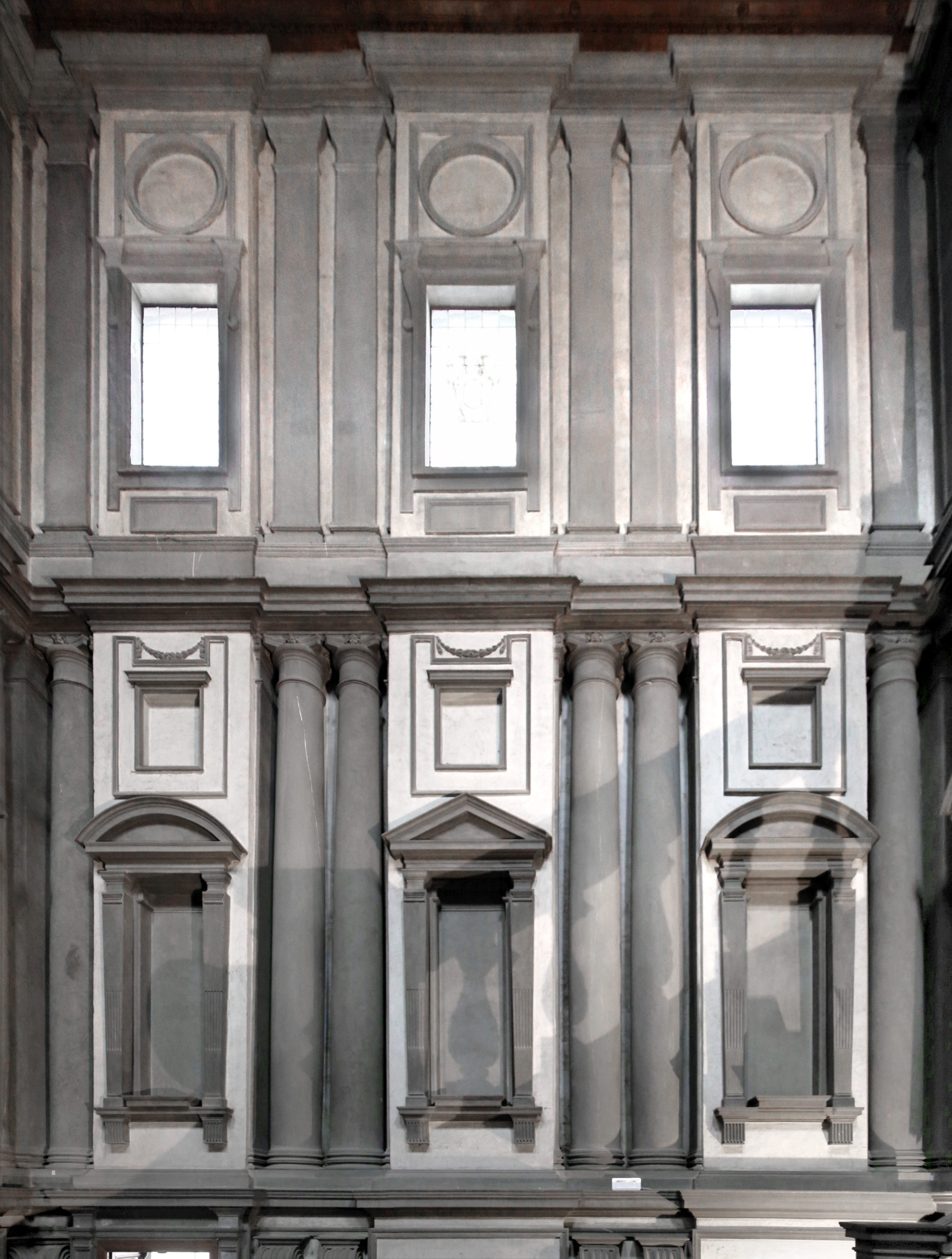
Pilastres du vestibule de la bibliothèque Laurentienne de Florence, par Michel-Ange.
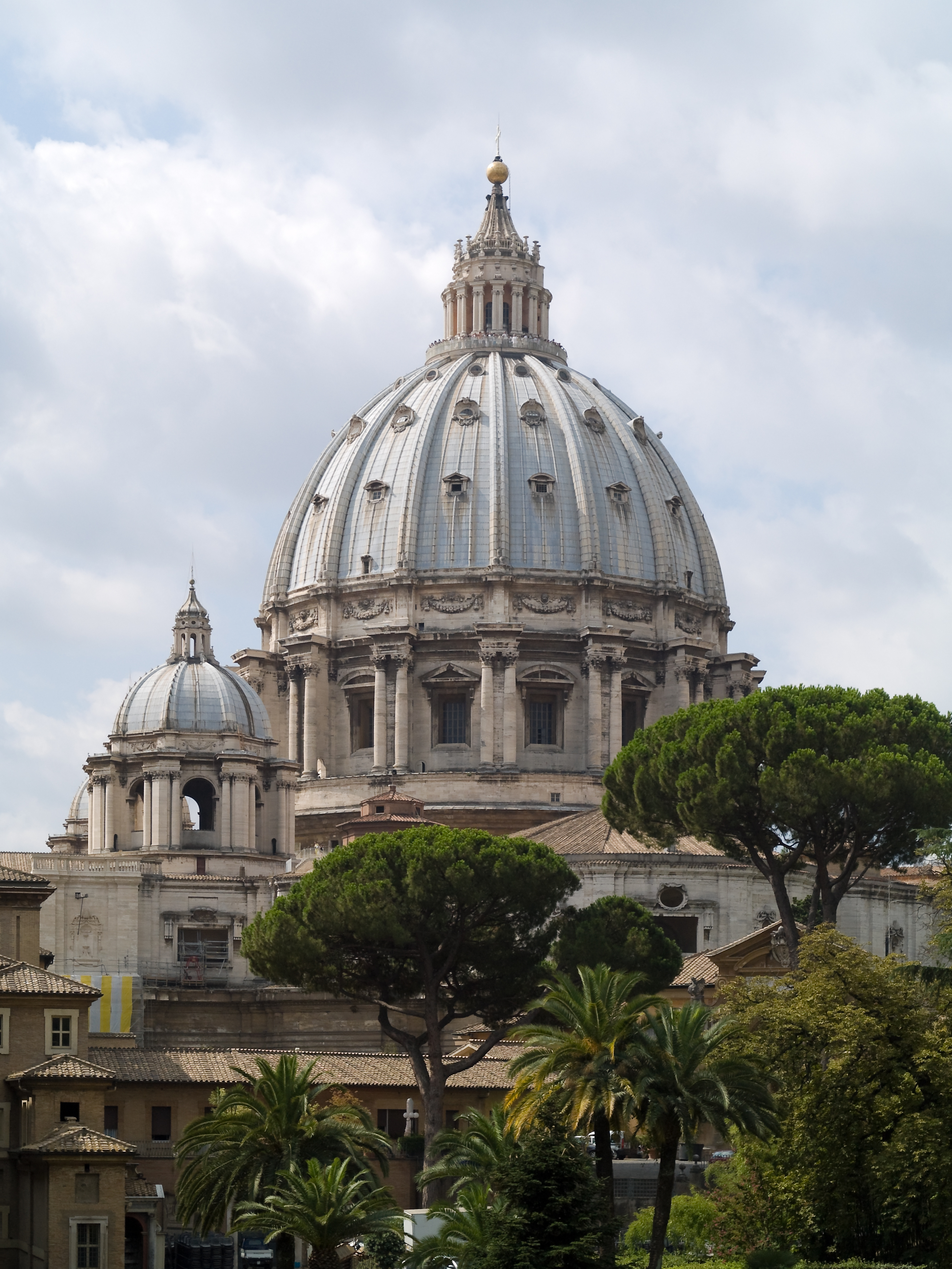
Le dôme de la basilique Saint-Pierre de Rome, par Michel-Ange.
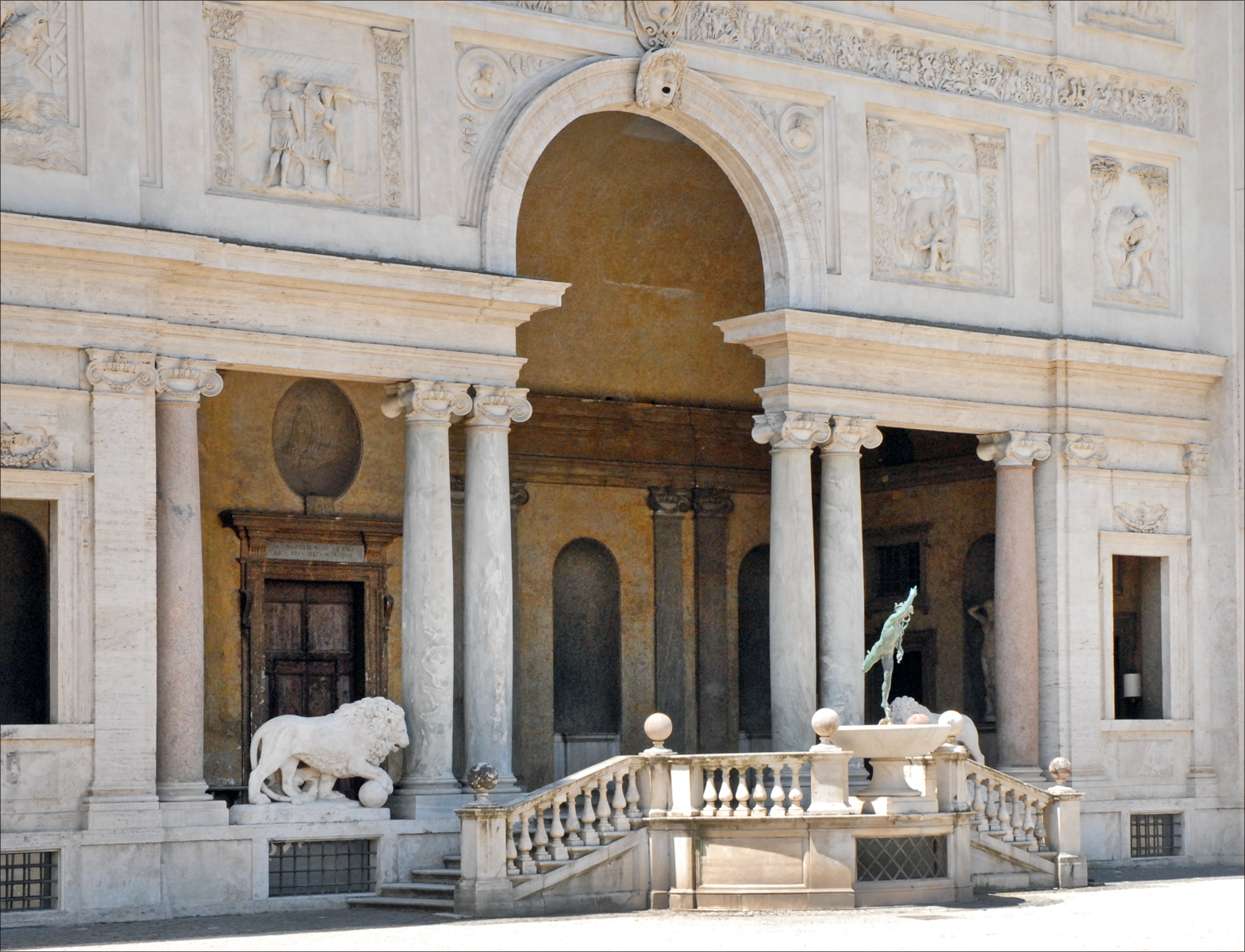
Loggia de la villa Médicis de Rome, qui héberge l'Académie de France à Rome.
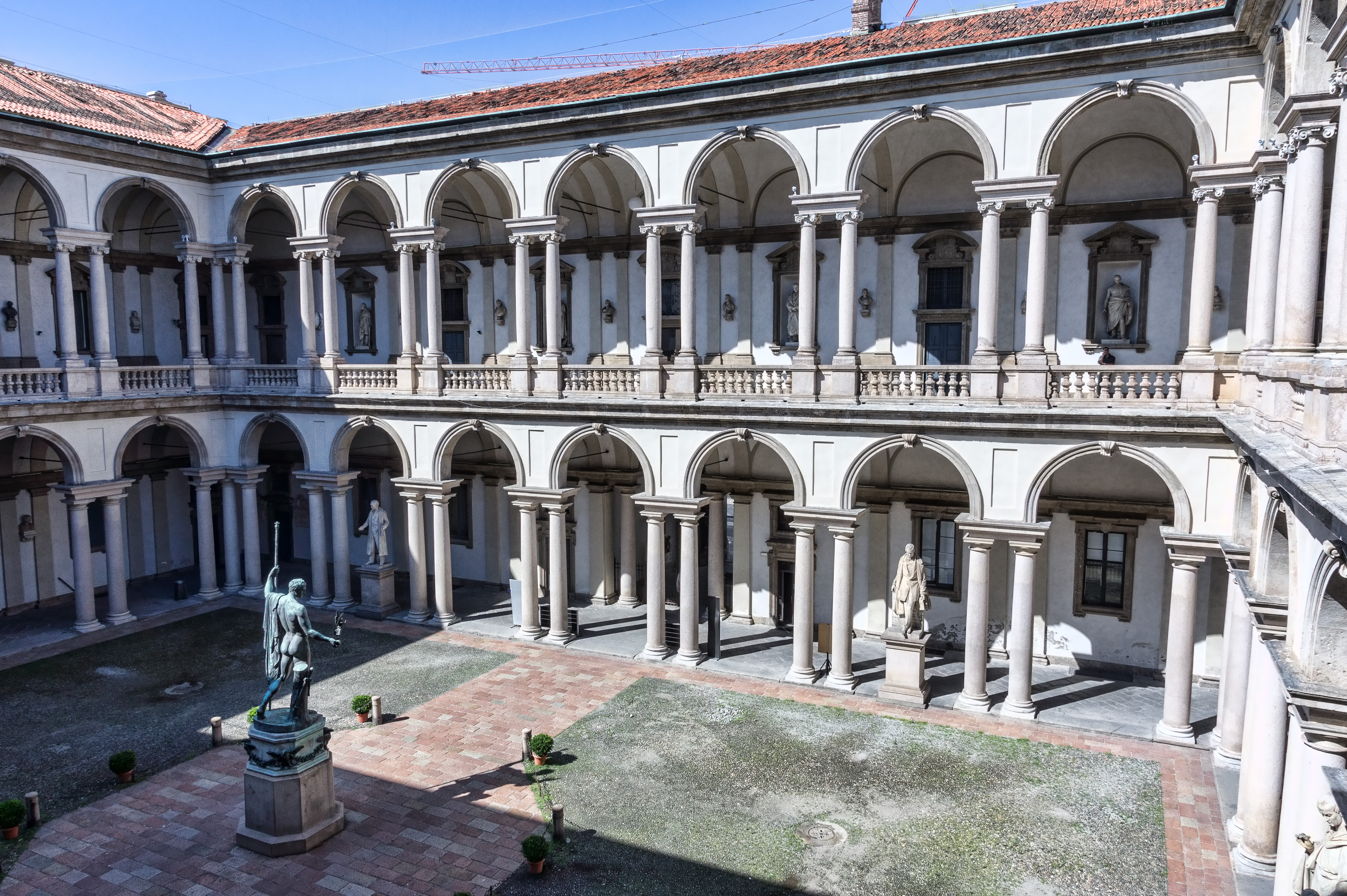
Cours de la Pinacothèque de Brera à Milan, style Renaissance.
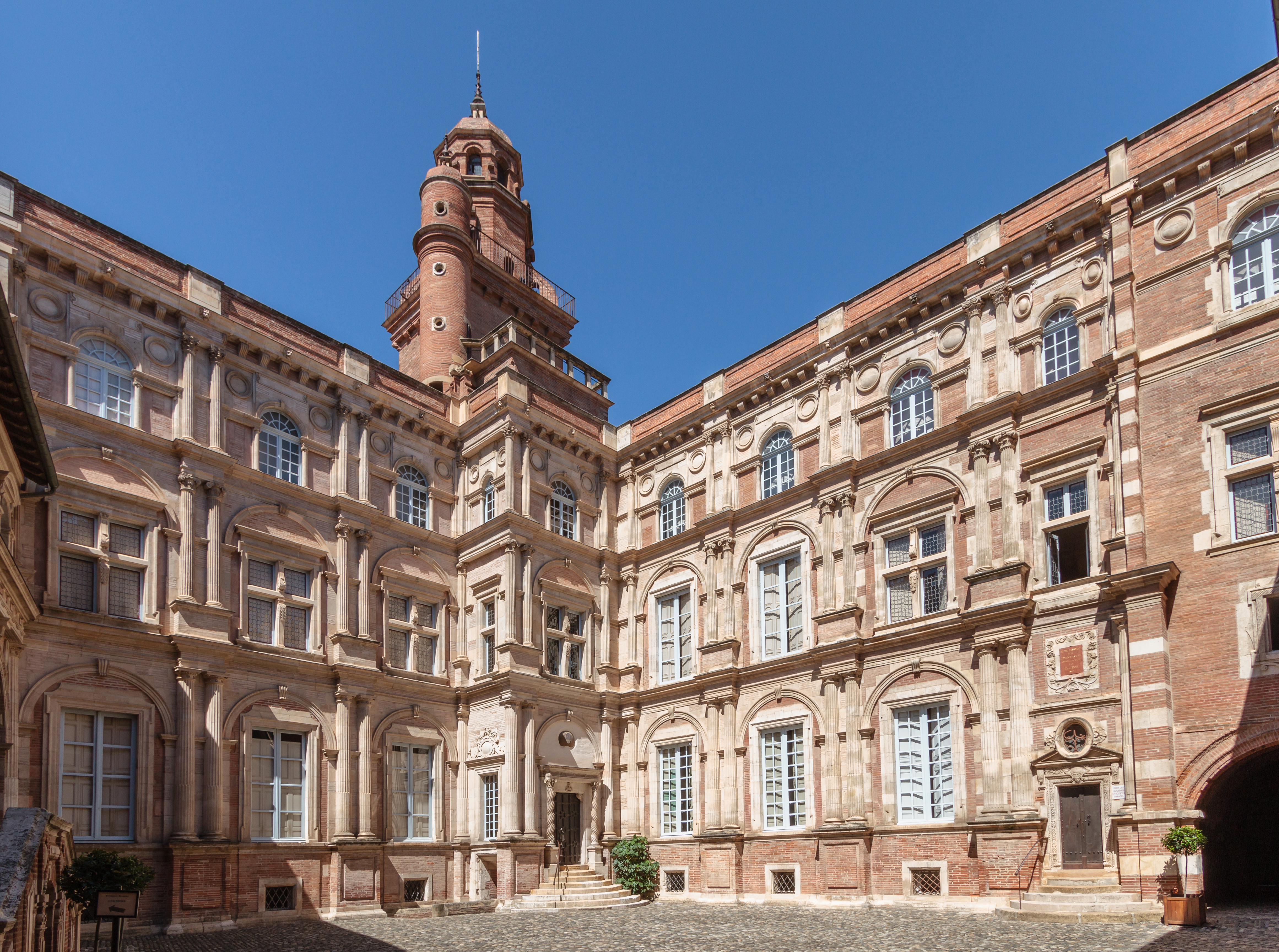
Hôtel d'Assézat de Toulouse, style Renaissance.
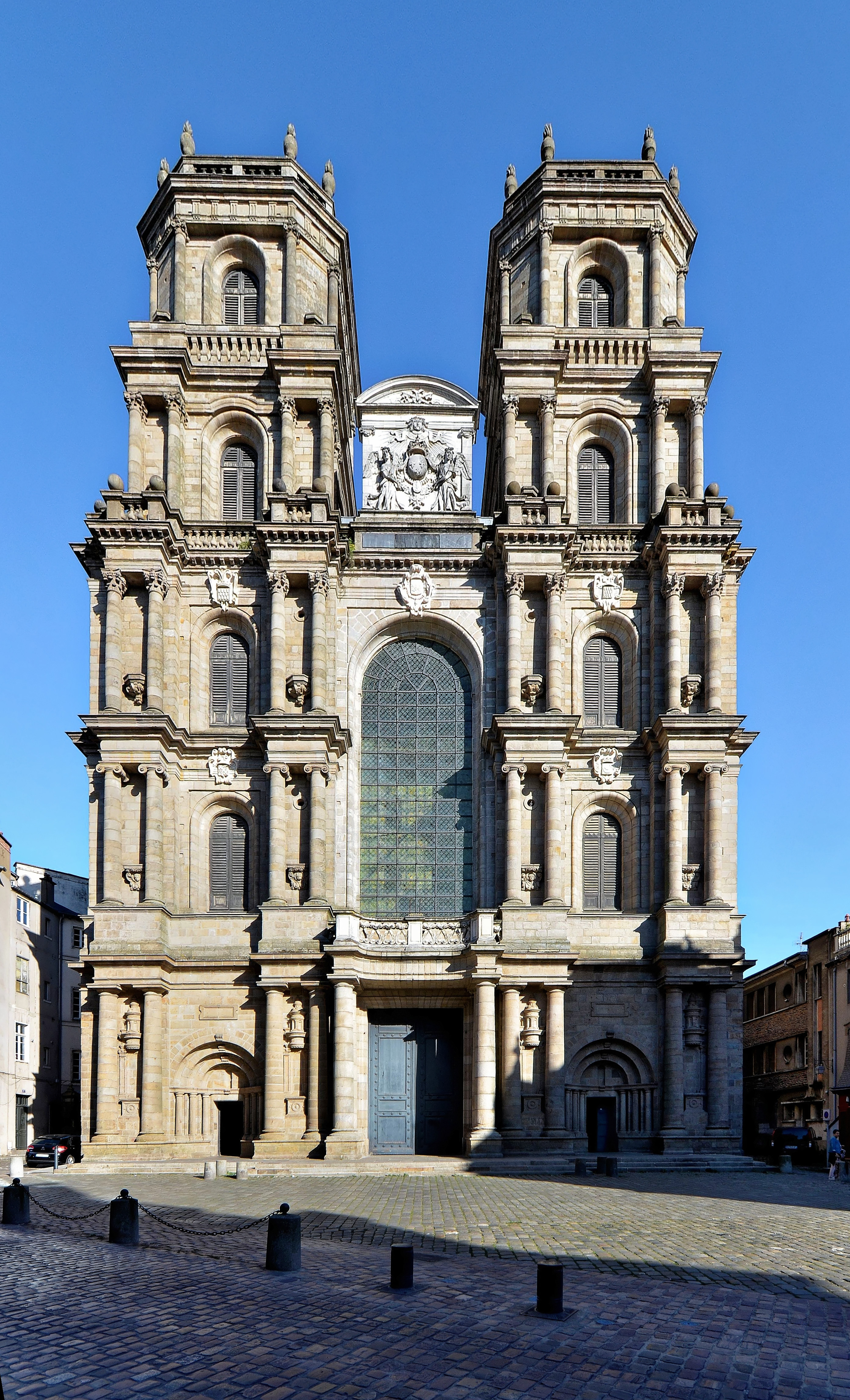
Façade de la cathédrale de Rennes, de style Renaissance et classique, dont la construction progressive s’étala de 1541 à 1704.
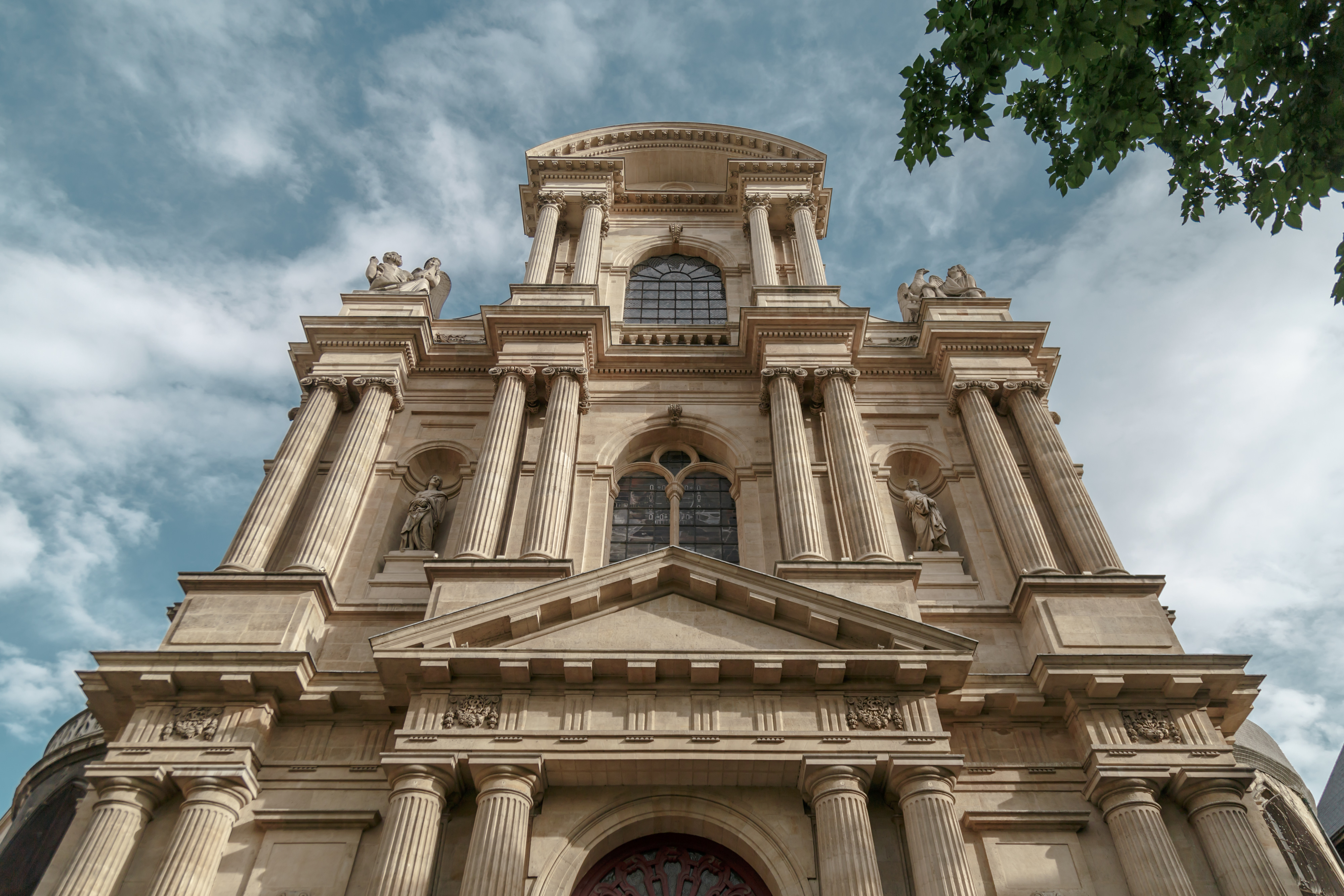
Façade de l'église Saint-Gervais-Saint-Protais de Paris, par Salomon de Brosse, 1616-1621.
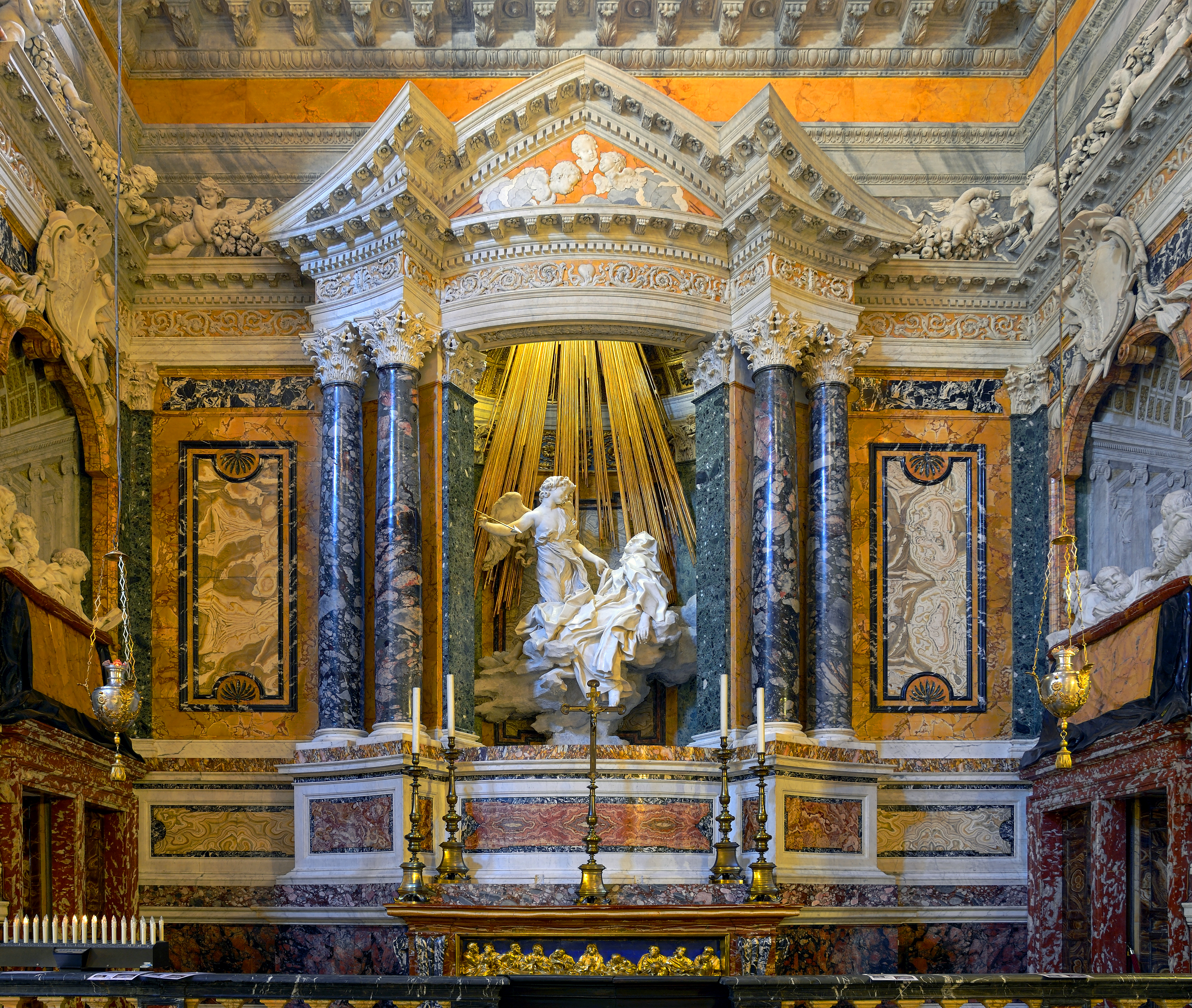
Chapelle Cornaro de l'église Sainte-Marie de la Victoire de Rome, par Le Bernin.
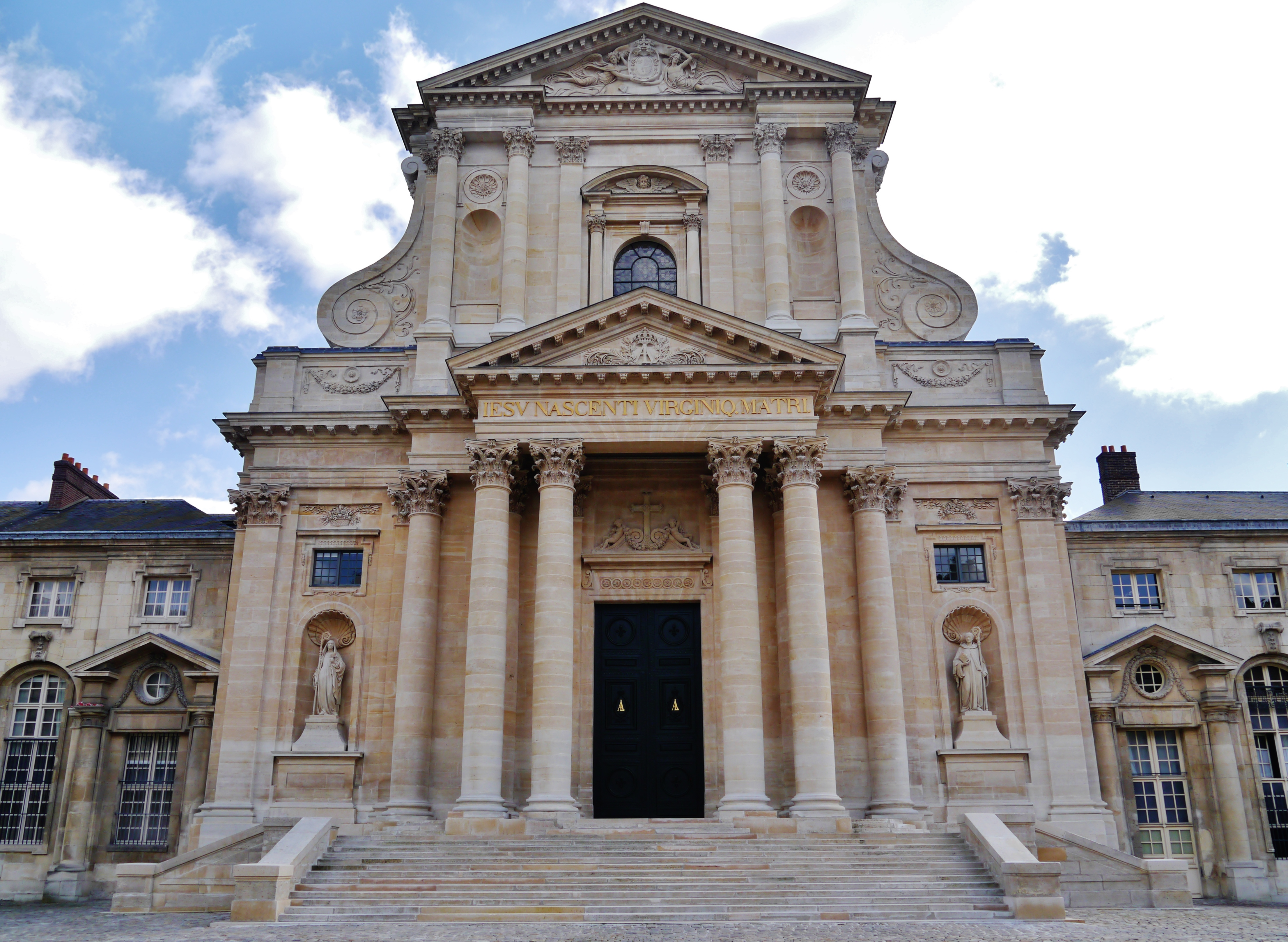
Façade de l'église du Val-de-Grâce par François Mansart.
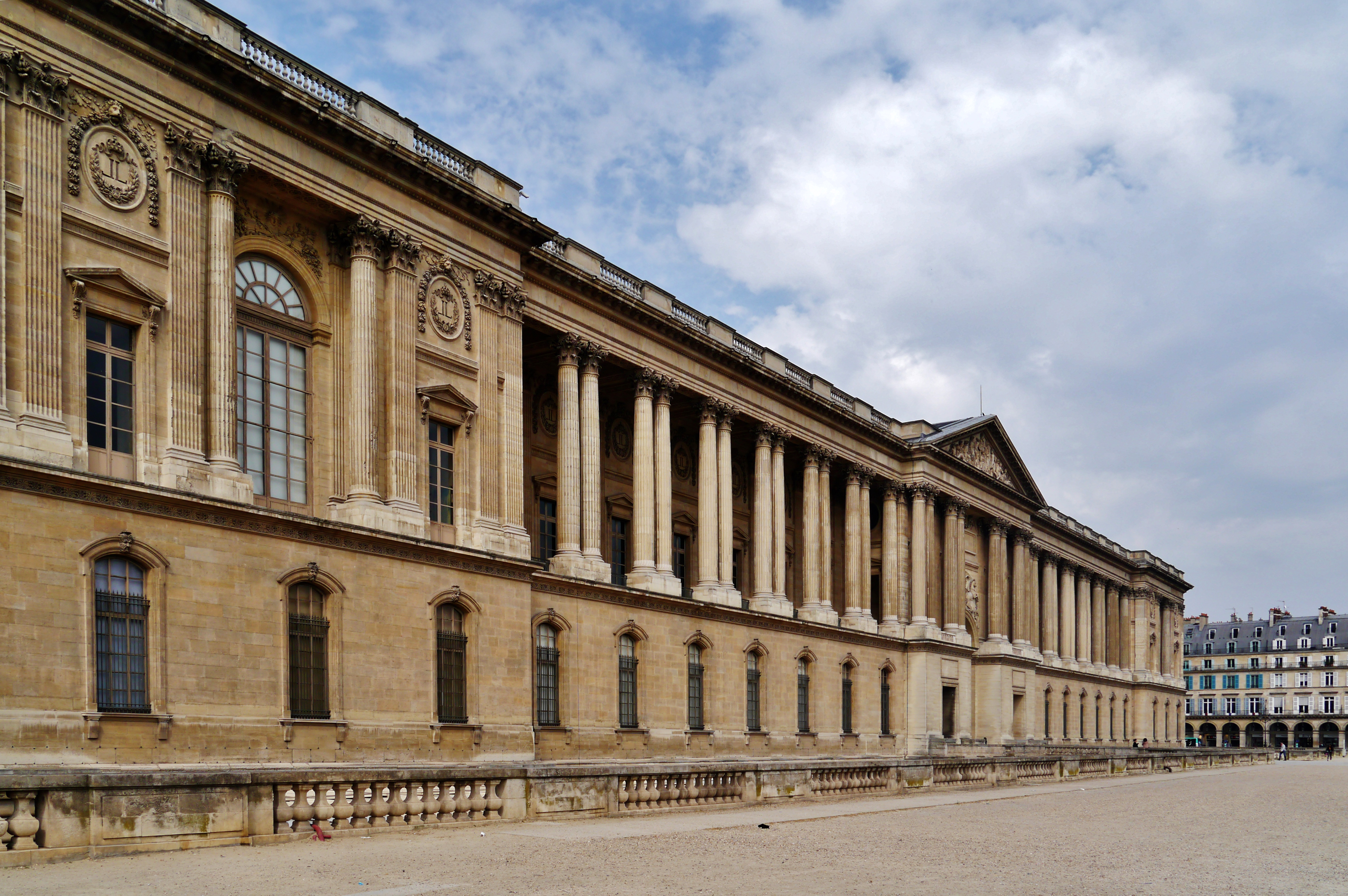
Colonnade du Louvre par Claude Perrault.
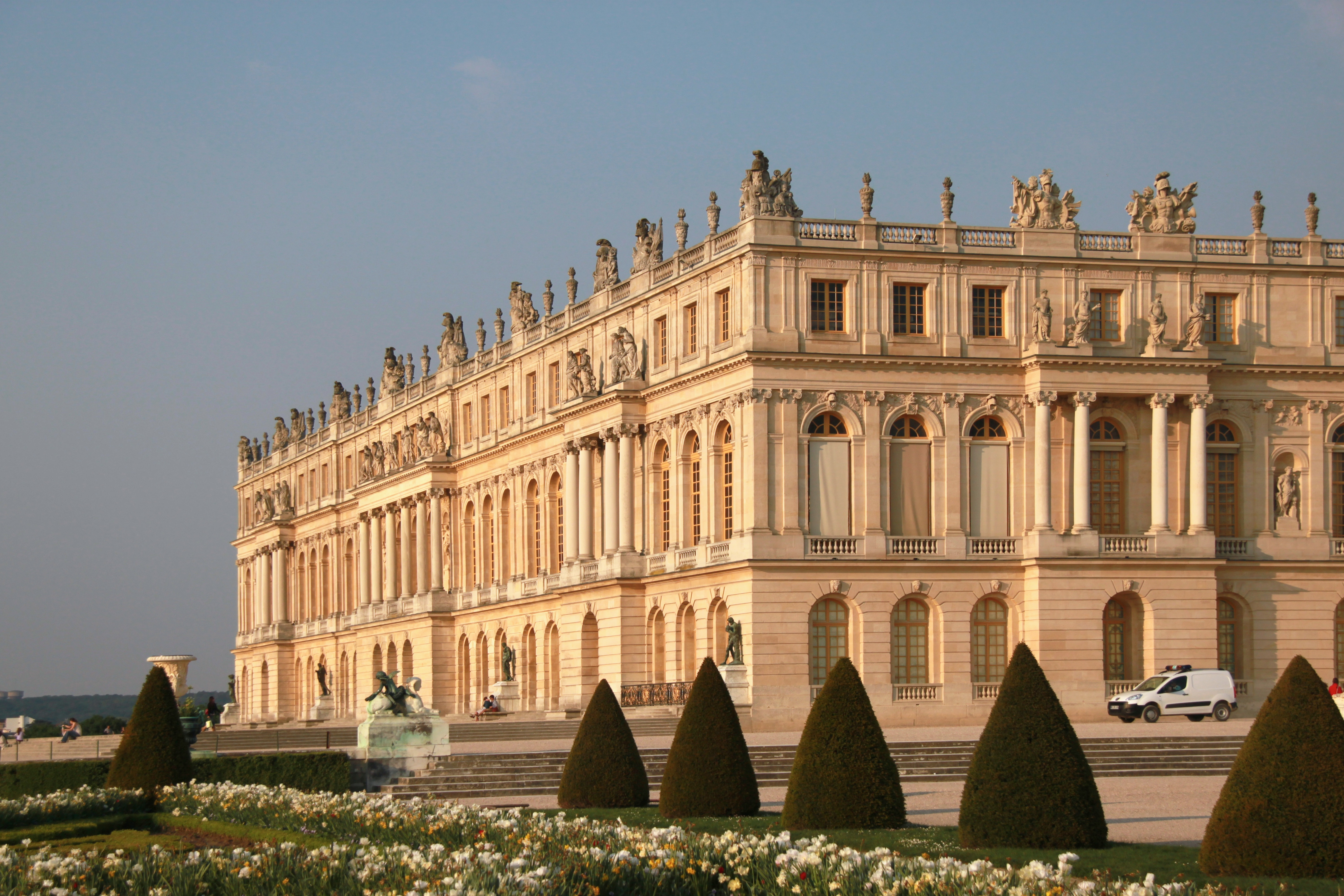
Façade sur jardin de Versailles, par Louis le Vau.
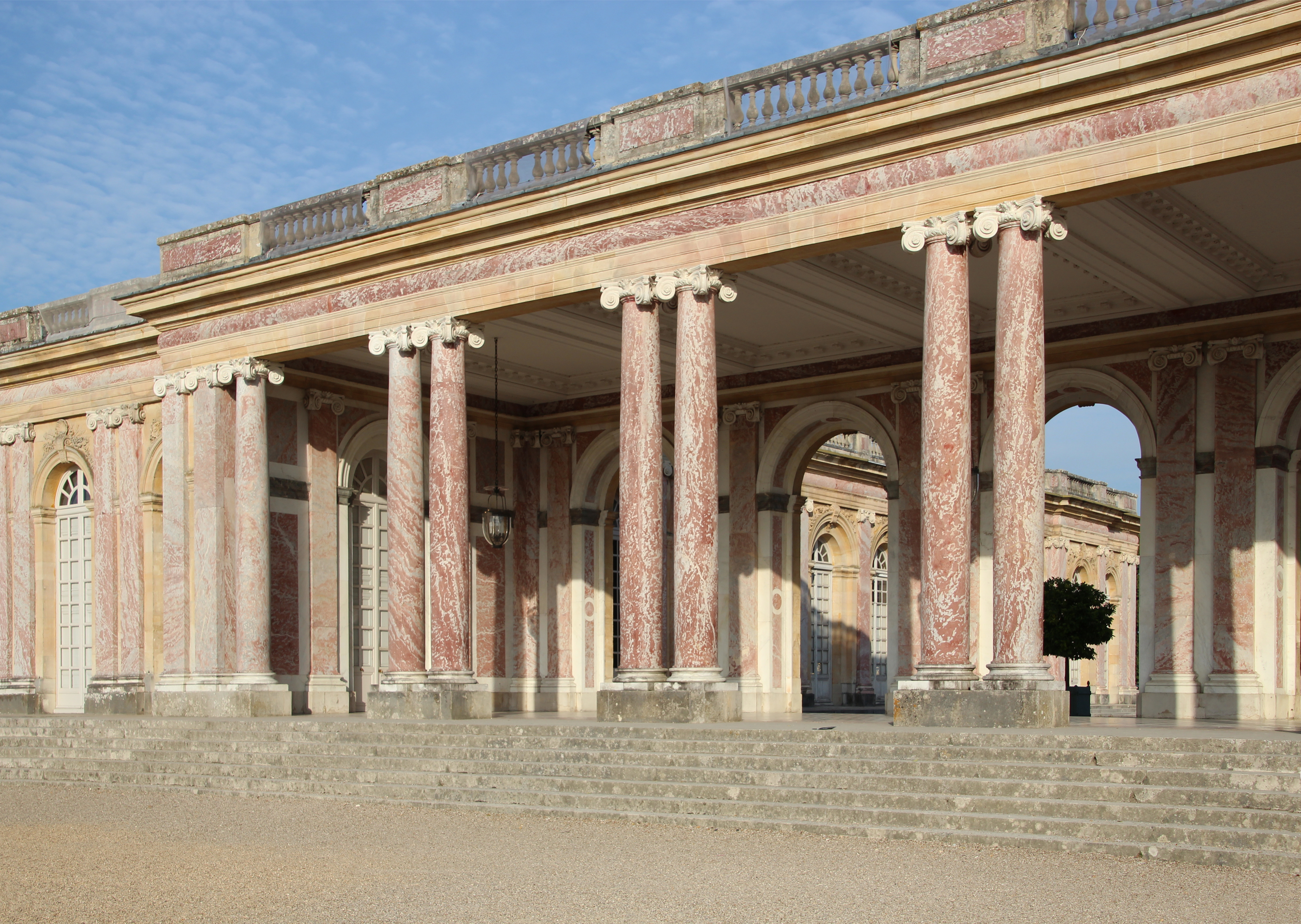
Péristyle du Grand Trianon de Versailles, par Jules Hardouin-Mansart.
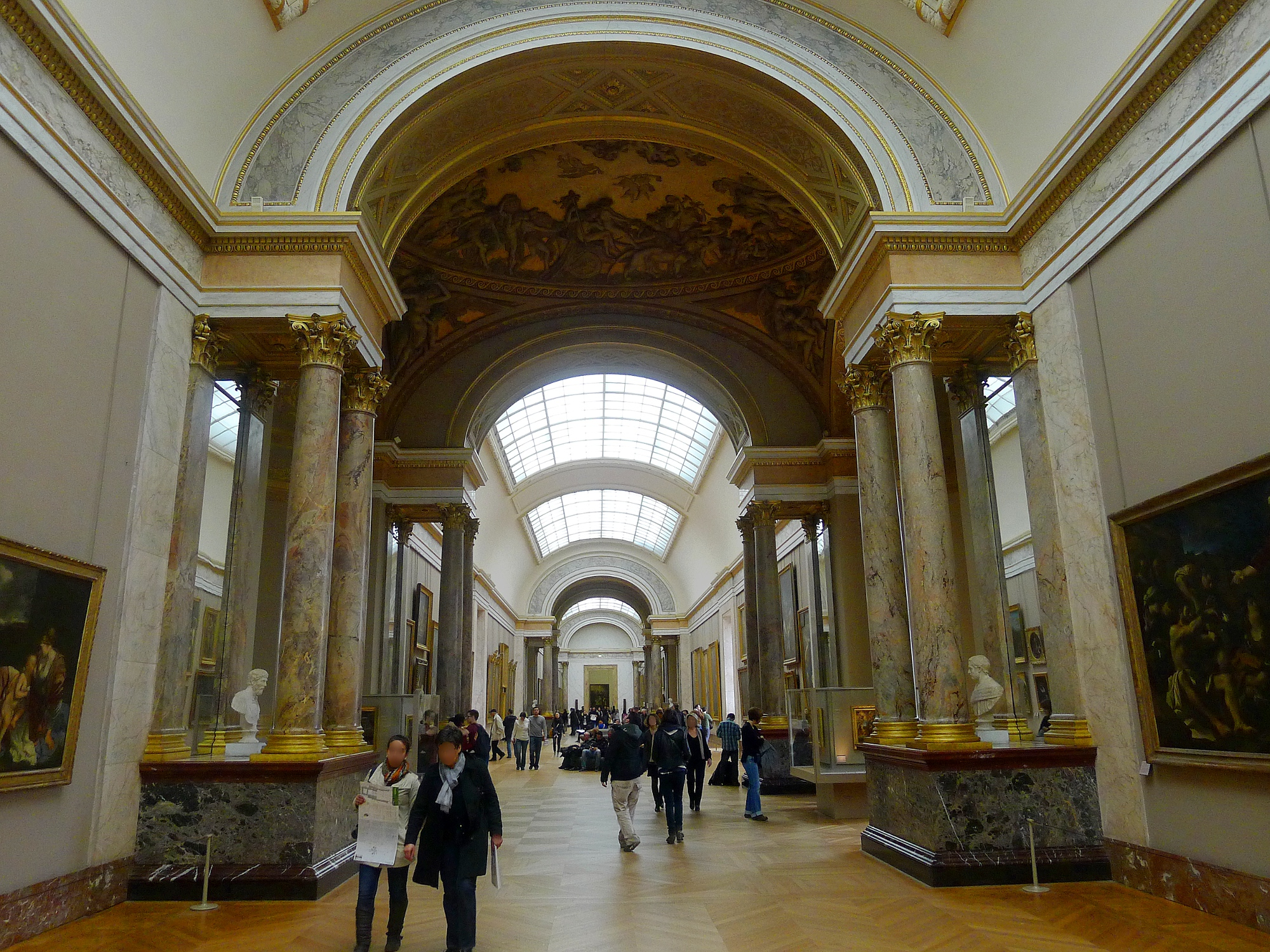
Colonnes de la Grande Galerie du Louvre, initialement par Percier et Fontaine, fortement remaniées ultérieurement.
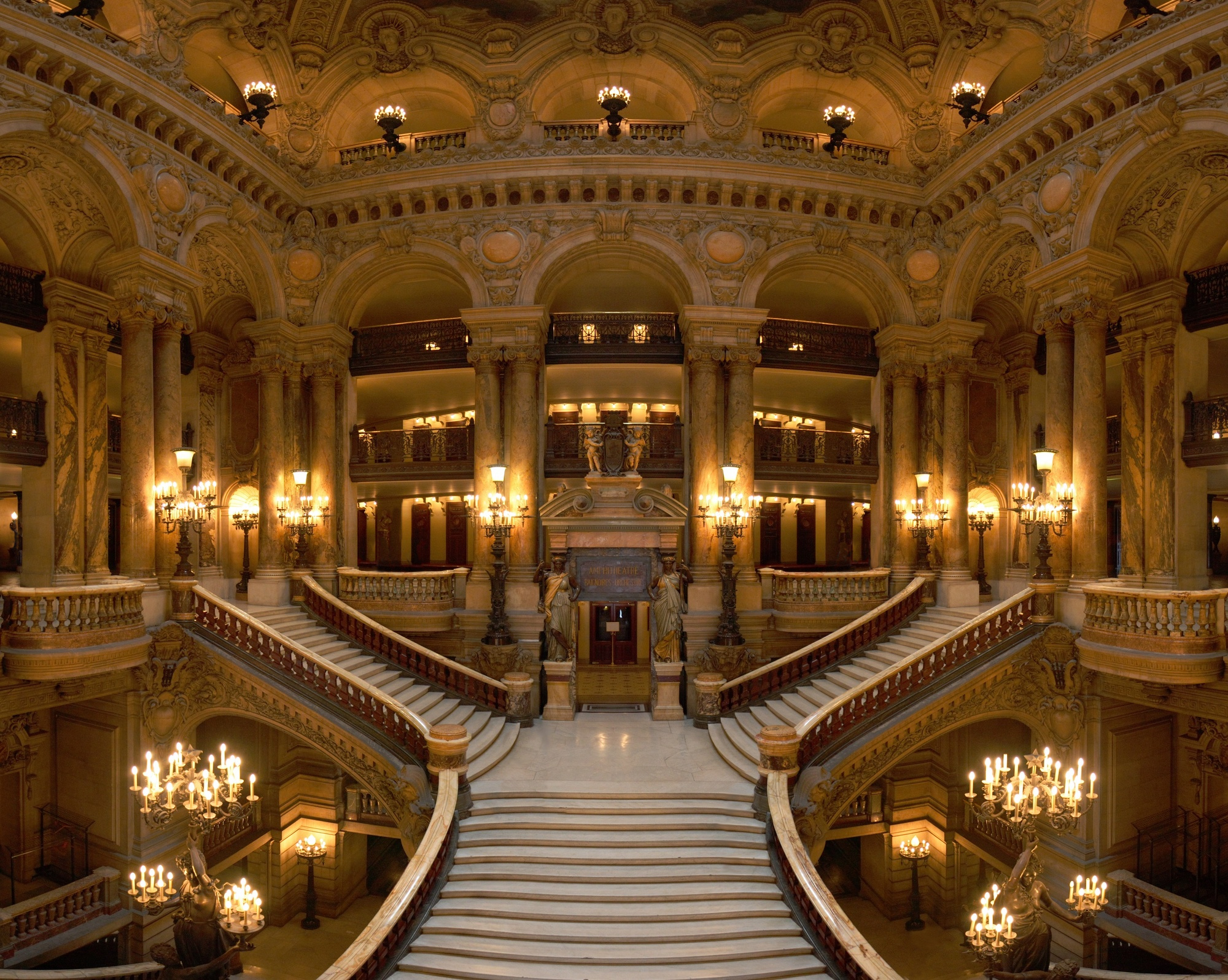
Grand escalier de l’opéra Garnier, Paris.
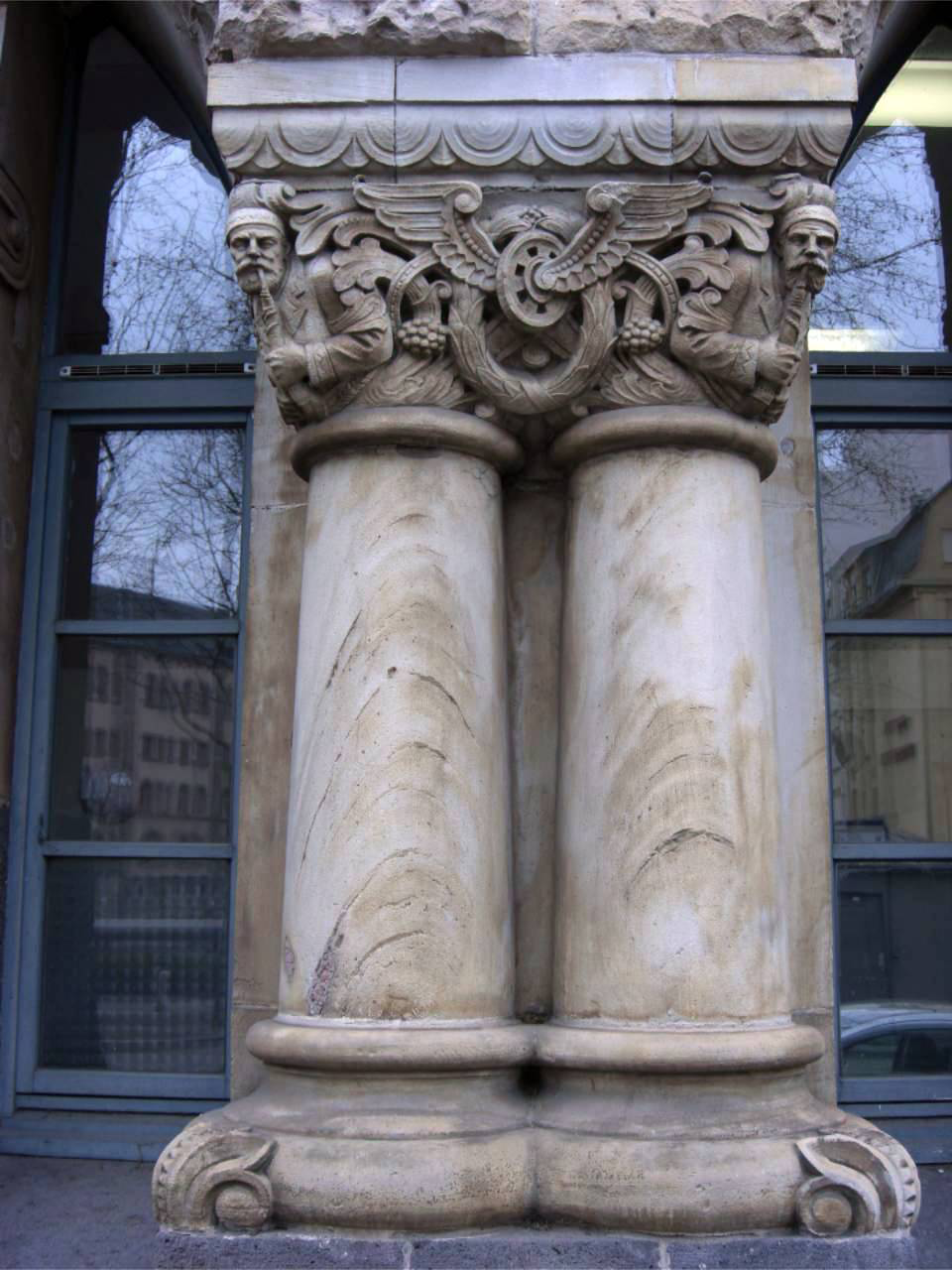
Gare de Metz (début du XXe siècle). Décor avec colonnes géminées néoromanes.